# پایگاه نیروی فضایی پترسون
پایگاه نیروی فضایی پترسون (به انگلیسی: Peterson Space Force Base)، که قبلا پایگاه نیروی هوایی پترسون، میدان پیترسون یا پایگاه هوایی ارتش، کلرادو اسپرینگز نام داشت، پایگاهی متعلق به نیروی فضایی ایالات متحده آمریکا است که در شهر کلرادو اسپرینگز قرار دارد.